# Trăng đen
Trong ngành thiên văn học thì thời kỳ trăng đen (trong tiếng Anh là black moon) không được biết đến nhiều và cũng ít người nói tới. Định nghĩa của hiện tượng này cũng không được ai chấp nhận, nhưng đôi khi cũng có người nhắc đến và một trong bốn trường hợp sau:
| Định nghĩa                                                               | Các lần xuất hiện (Dựa theo UTC) | Các lần xuất hiện (Dựa theo UTC) | Ghi chú |
| Định nghĩa                                                               | Lần vừa qua                      | Lần tiếp theo                    | Ghi chú |
| ------------------------------------------------------------------------ | -------------------------------- | -------------------------------- | --- |
| 1. Lần xuất hiện thứ hai của một kỳ trăng mới trong một tháng dương lịch | 30 tháng 8 năm 2008, 19:58 UTC   | 30 tháng 7 năm 2011, 18:40 UTC   | Điều này không thể xảy ra vào tháng hai. Tương tự như định nghĩa rất phổ biến của trăng xanh với hai lần kỳ trăng tròn. |
| 2. * Kỳ trăng mới thứ ba trong mùa (một trong bốn mùa)                   | 23 tháng 8 năm 2006, 19:10 UTC   | 20 tháng 5 năm 2012, 23:47 UTC   | Tương tự như định nghĩa Lịch nhà nông của các nông dân là một kỳ trăng tròn xảy ra một trong bốn vụ mùa.                |
| 3. Thiếu đi một kỳ trăng tròn trong một tháng dương lịch                 | Tháng 2, 1999                    | Tháng 1, 2018                    | Chỉ có thể xảy ra vào tháng 2, như vậy tháng Giêng và tháng 3 sẽ có hai lần kỳ trăng tròn (xem lịch của kỳ trăng xanh). |
| 4. Thiếu đi một kỳ trăng mới trong một tháng dương lịch                  | Tháng 2, 1995                    | Tháng 2, 2014                    | Chỉ xảy ra vào tháng 2, vậy tháng Giêng và tháng ba sẽ có hai lần kỳ trăng tròn (xem định nghĩa 1).                     |

## Các tên gọi khác
Trong thần thoại và văn hoá dân gian thì kỳ trăng tròn của mỗi tháng đều được đặt một cái tên. Có rất nhiều tên gọi khác nhau, nhưng sau đây là danh của một vài tên gọi được phổ biến nhất:
- Tháng giêng - Trăng sói (Wolf moon)
- Tháng hai - Trăng đá (Ice moon)
- Tháng ba - Trăng bão (Storm moon)
- Tháng tư - Trăng mọc (Growing moon)
- Tháng năm - Trăng thỏ (Hare moon)
- Tháng sáu - Trăng mật (Mead moon)
- Tháng bảy - Trăng cỏ (Hay moon)
- Tháng tám - Trăng hạt (Corn moon)
- Tháng chín - Trăng thu (trăng trung thu) (Harvest moon)
- Tháng mười - Trăng sau thu (Hunter's moon)
- Tháng mười một - Trăng tuyết (Snow moon)
- Tháng mười hai - Trăng đông (Winter moon)

Kỳ trăng tròn thứ ba trong một mùa (một trong bốn kỳ trăng tròn) được gọi là trăng xanh như trong Lịch nhà nông của nông dân. Lúc trước con người hiểu lầm rằng kỳ trăng tròn thứ hai trong một tháng là trăng xanh. Tuy nhiên, nó đã được phát hiện gân đây bởi tạp chí Sky & Telescope  (Bầu trời & Kính viễn vọng), và một báo cáo trên NPR cho rằng trăng xanh là lần trăng tròn thứ hai trong một tháng là sai lầm và điều thông báo này đã được truyền trên các phương tiện truyền thông khác.
Trong một số nền văn hoá khác nhau, hoặc một người có ngày sinh nhật rơi vào Trăng trung thu thì phải chia yến tiệc cùng với một cộng đồng.
Trăng đen là lần xuất hiện kỳ trăng mới thứ hai trong một tháng. Trăng xanh là lần xuất hiện kỳ trăng tròn thứ hai trong một tháng.